# ヨーゼフ・デルボラフ
ヨーゼフ・デルボラフ（Josef Derbolav, 1912年3月24日 - 1987年7月14日）は、ドイツの哲学者、教育学者。（当時の）西ドイツを代表する教育学者、哲学者である。ボン大学名誉教授。

## 生涯
ウィーンに生まれる。1930年にウィーン大学に入学し、ゲルマン学、古典文献学、哲学、教育学、心理学を学ぶ。1935年に哲学の学位を取得。
1940年より第二次世界大戦の終戦まで兵役に就く。その間、空軍心理研究室と空軍専門学校勤務を繰り返す。
戦後の1951年、ザールラント大学で教育学の員外教授に就任し、1955年まで務める。1953年、ウィーン大学で実践哲学の教授資格を取得。1955年にボン大学で哲学、教育学の正教授となる。
1974年、1978年、1982年の3度日本を訪問しており、1982年の訪日の際には、早稲田大学創立100周年祝賀の一環として「ヨーロッパの倫理学」と題して連続講義を行った。
1987年、ボンにて没。

## 著書（邦訳）
- 『現代教育科学の論争点―教育学の体系的展望』（小笠原道雄訳、玉川大学出版部）
- 『教育と政治--その関係の体系的-批判的分析--』（石原鉄雄・山田邦男訳、広池学園出版部）
- 『教育学思考のパラダイム転換』（小笠原道雄・今井重孝訳、玉川大学出版部）
- 『ヨーロッパ倫理学の足跡』（川原栄峰編、早稲田大学出版部）
- 『二十一世紀への人間と哲学--新しい人間像を求めて』（共著・池田大作、河出書房新社）